# Демаріно
Демаріно (рос. Демарино) — село у Пластовському районі Челябінської області Російської Федерації.
Входить до складу муніципального утворення Демаринське сільське поселення. Населення становить 1049 осіб (2010).

## Історія
Від 2004 року належить до Пластовського району Челябінської області.
Згідно із законом від 13 вересня 2004 року органом місцевого самоврядування є Демаринське сільське поселення.

## Населення
| 2002 | 2010  |
| ---- | ----- |
| 1042 | ↗1049 |